# Loxocephala maculata
Loxocephala maculata är en insektsart som beskrevs av Victor Lallemand 1928. Loxocephala maculata ingår i släktet Loxocephala och familjen Eurybrachidae. Inga underarter finns listade i Catalogue of Life.